# Trivignano Udinese
Trivignano Udinese là một đô thị ở tỉnh Udine trong vùng Friuli-Venezia Giulia thuộc Ý, có cự ly khoảng 50 km về phía tây bắc của Trieste và khoảng 15 km về phía đông nam của Udine. Tại thời điểm ngày 31 tháng 12 năm 2004, đô thị này có dân số 1.682 người và diện tích là 18,3 km².
Đô thị Trivignano Udinese có các frazioni (đơn vị cấp dưới, chủ yếu là các làng) Clauiano, Merlana, và Melarolo.
Trivignano Udinese giáp các đô thị: Chiopris-Viscone, Manzano, Palmanova, Pavia di Udine, San Giovanni al Natisone, San Vito al Torre, Santa Maria la Longa.